# Robert Forward
Robert Lull Forward (15. srpna 1932 – 21. září 2002) byl americký fyzik a spisovatel science fiction. Jeho literární práce byly známy pro svou vědeckou důvěryhodnost a využití nápadů vyvinutých v průběhu jeho kariéry leteckého inženýra.

## Vzdělávání
Doktorát získal na Marylandské univerzitě v College Parku v roce 1965 za práci s názvem Detektory pro dynamická gravitační pole, týkající se rozvoje Weberových válců pro detekci gravitačních vln.

## Kariéra
Do dokončení studií odešel do výzkumných laboratoří společnosti Hughes Aircraft, kde pokračoval ve výzkumu gravitačních měření a obdržel 18 patentů. V roce 1987 odešel předčasně do penze a zaměřil se psaní beletrie a poradenství pro NASA a Letectvo Spojených států amerických. V roce 1994 spoluzaložil společnost Tethers Unlimited, Inc. Jeho společníkem byl Robertem P. Hoyt. Ve společnosti Forward působil jako vedoucí vědecký pracovník a předseda až do roku 2002.

## Výzkum
Velká část jeho výzkumů se úzce dotýkala spekulativní fyziky, ale byla vždy založeny na to, o čem věřil, že by lidé mohli dosáhnout. Pracoval tedy na projektech vesmírné fontány, solárních plachetnic (včetně mezihvězdné sondy Starwisp), antihmotového pohonu, a další pohonných technologií pro kosmické lodě. Jeho další výzkum se pak dotýkal ještě spekulativnějších záležitostí jako je cestování časem nebo exotická hmota. Získal patent na statite, což je nový typ satelitu a přispěl ke koncepci odstranění Van Allenových Pásů.

### Forwardův hmotnostní detektor
Forwardova rozsáhlá práce v oblasti detekce gravitačních vln zahrnovala i vynález rotačního křížového gravitačního gradiometru, neboli Forwardova hmotnostního detektoru pro měření lunárního Masconu (hmotnostní koncentrace). Gravitační gradiometrie je popsána v dobře známé učebnici Gravitace autorů Misnera, Thornea a Wheelera. Princip je poměrně jednoduchý, ale správné provedení je složité. V podstatě jde o dva zkřížené nosníky spojené nápravou v místě jejíž křížení. Nosníky jsou vzájemně v pravém úhlu, který je udržován pomocí pružin. Na koncích nosníků jsou upevněna těžká závaží a celá sestava se točí kolem společné nápravy při vysoké rychlosti. Úhel mezi paprsky je kontinuálně měřen a pokud se mění s periodou půl rotační doby, znamená to, že detektor pociťuje měřitelný gradient gravitačního pole.

## Fikce
Kromě více než 200 odborných studií a článků publikoval i 11 knih. Recenze publicistů byly smíšené, vždy chválily vědecké pojmy a mimozemšťany jenž vytvořil, ale shledávaly nedostatky v plytkém ději a povrchních postavách.
Jeho zpracování odborných vědních témat v románové formě je velmi podobné publikacím od Hala Clementa. Svůj první román, Dračí vejce popsal jako "učebnici fyziky neutronové hvězdy maskované jako román." Další román Rocheworld popisuje soustavu dvojplanety s jednou společným atmosférou a oceánem a fotonový pohon mezihvězdné vesmírné lodi, aby se posádka mohla k dvojplanetě dostat. Forwardovou spoluautorkou dvou románů o Richeworldu byla jeho ženou, Martha Dodson Forward a dva další romány o Rocheworldu s ním napsala jeho druhá dcera Julie Fuller. Fowler rovněž pomohl Larrymu Nivenovi výpočet parametry Smoke Ring pro jeho román Integral Trees.

## Osobní život
Jeho syn Bob Forward byl úspěšný jako výtvarník a spisovatel v televizní animaci, včetně He-Man and the Masters of the Universe, The Legend of Zelda a nejslavnější Beast Wars. Je rovněž spoluautorem dvou románů The Owl a The Owl 2: Scarlet Serenade.
Nejmladší dcera Eve Forward napsala dva romány: Villains by Necessity a Animist.

## Smrt
V roce 2001 mu byla diagnostikována rakovina v konečném stádiu, stihl ale dokončit některé nedokončené projekty. Zemřel 21. září 2002.

## Publikace

### Série Dračí vejce
1. Dragon's Egg (1980)
2. Starquake (1985)

Both collected in an omnibus edition Dragon's Egg & Starquake (1994)

### Série Rocheworld
1. Rocheworld (Baen, 1990) 155,000 words, originally published in these iterations:
Rocheworld (1981) original manuscript, 150,000 words
Rocheworld (Analog, 1982) 60,000 words
The Flight of the Dragonfly (Timescape, 1984) hardcover, ~100,000 words
The Flight of the Dragonfly (Baen, 1985) paperback, 110,000 words
2. Return to Rocheworld (1993) s Julií Forward Fullerovo
3. Marooned on Eden (1993) s Marthou Dodson Forwardovou
4. Ocean Under the Ice (1994) s Marthou Dodson Forwardovou
5. Rescued from Paradise (1995) s Julií Forward Fullerovou

### Romány
- Martian Rainbow (1991)
- Timemaster (1992)
- Camelot 30K (1993)
- Saturn Rukh (1997)

### Sbírky
- Indistinguishable from Magic (1995)

### Non-fiction
- Mirror Matter: Pioneering Antimatter Physics (1988) with Joel Davis
- Future Magic (1988) This book discusses possible future applications of Skyhooks and gravitational rings amongst other technologies, including a plan by Hughes Aircraft for a potential flying saucer.
- Indistinguishable from Magic (1995)

Dopředu také napsal mnoho článků ve vědeckých časopisech a podáno mnoho patentů, zejména, když pracují pro Hughes Aircraft.

## Další literatura

### Archivní zdroje
- Od roku 1987 byl Forwardovy práce umístěny v archivu knihovny University of California, Riverside.[3]